# سی‌ای‌تی‌وی
سی‌ای‌تی‌وی (به انگلیسی: CETV) شرکت رسانه‌های گروهی مستقر در برمودا است، که دارای بنگاه‌های سخن‌پراکنی در سطح اروپای مرکزی و اروپای شرقی می‌باشد. بخشی از سهام شرکت سی‌ای‌تی‌وی در بازارهای بورس پراگ و بورس نزدک معامله می‌شود. بزرگترین سهام‌دار این شرکت تایم وارنر است، که ۳۴٪ از سهام آنرا در اختیار دارد.